# Geheimnisvolle Strahlen

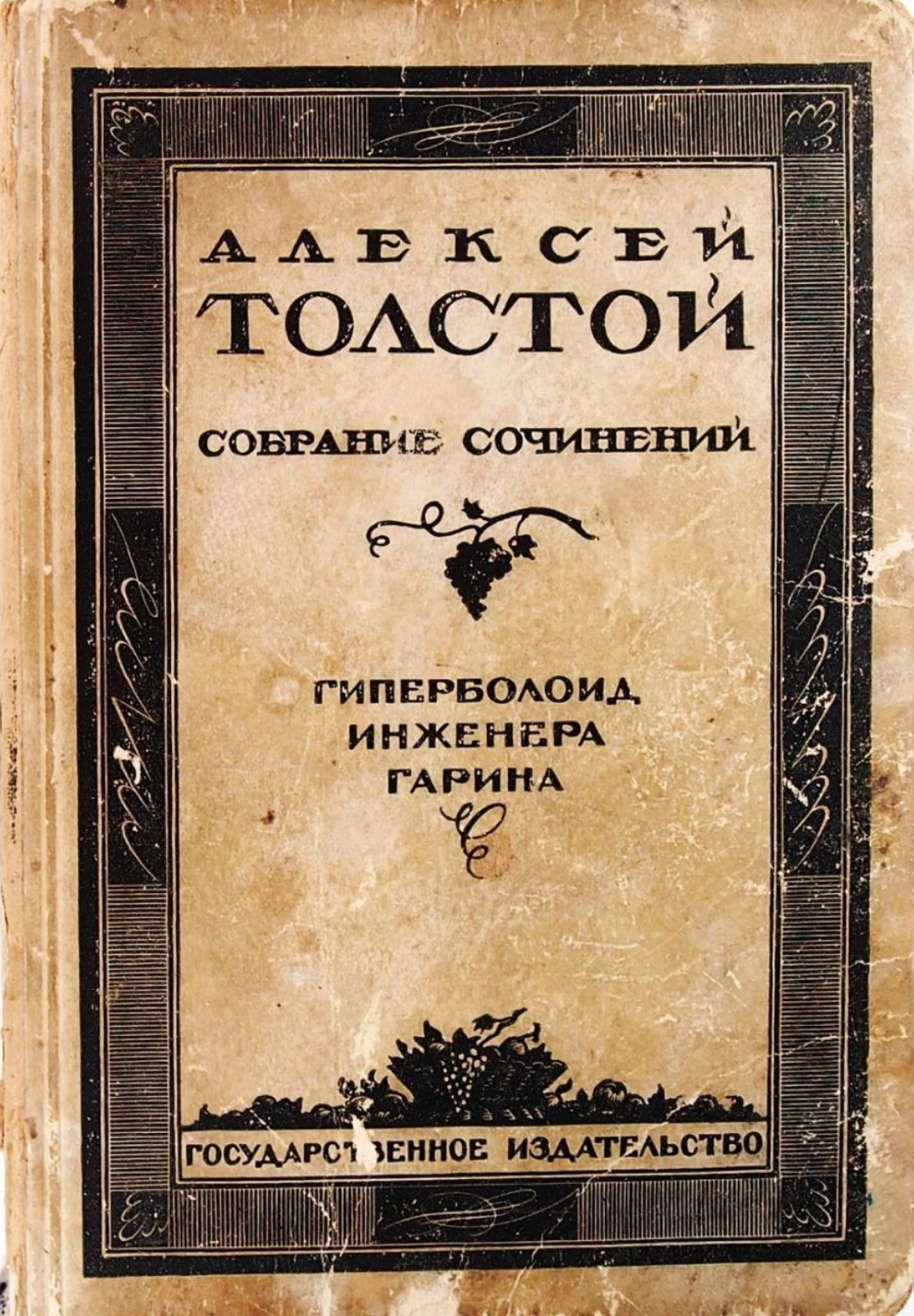
Buchcover der russischen Erstausgabe von 1927.

Geheimnisvolle Strahlen ist ein utopischer Roman des russischen Schriftstellers Alexei Tolstoi. Der Roman entstand ab 1925 und erschien erstmals in Buchform 1927 unter dem Titel Гиперболоид инженера Гарина (Giperboloid inschenera Garina, deutsch „Das Hyperboloid des Ingenieurs Garin“). Die erste Übersetzung ins Deutsche erschien im selben Jahr und trug den Titel Das Geheimnis der infraroten Strahlen.

## Zeitgeschichte
Nach der Oktoberrevolution und der absehbaren Niederlage der Weißgardisten war Graf Tolstoi nach Paris und später Berlin emigriert, bevor er im Jahr 1923 in das nun bolschewistisch regierte Sowjetrussland zurückkehrte. In seinen ersten beiden Romanen nach der Rückkehr in die neu gegründete Sowjetunion wandte sich Alexej Tolstoi der Science-Fiction zu. Zuerst erschien Ae͏̈lita. Ein Marsroman (Аэлита, 1923) und danach Das Hyperboloid des Ingenieurs Garin (1925). Beide Romane spielen in der Zeit nach dem Ersten Weltkrieg und dem daran anschließenden russischen Bürgerkrieg, also in den 1920er Jahren.
Durch die Entdeckung der Röntgenstrahlung („X-Strahlen“) im Jahr 1895 und der Radioaktivität im Jahr darauf wurde das Konzept gefährlicher bis tödlicher Strahlen international bekannt. H. G. Wells griff die Idee als erster für eine Science-Fiction-Geschichte auf. In Krieg der Welten töten außerirdische Invasoren Menschen mit Hitzestrahlen. Im Mai 1924 widmete die New York Times den Erfindern sogenannter Todesstrahlen einen ausführlichen Artikel unter der Überschrift „The "Death Ray" rivals“. Im Jahr 1925, als Tolstoi noch an seinem Roman arbeitete, veröffentlichte sein Landsmann Michail Bulgakow eine Geschichte, in der ein „Roter Strahl“ Lebewesen genetisch so verändert, dass sie zu ungeheurer Größe mutieren. Die phantastische Groteske erschien unter dem Titel Die verhängnisvollen Eier innerhalb der Geschichtensammlung Teufeliaden. Ebenfalls 1925 kam der sowjetische Propaganda-Science-Fiction Луч смерти („Der Todesstrahl“) von Lew Kuleschow in die Kinos.

## Hauptpersonen
1. Pjotr Petrowitsch Garin (Пётр Петрович Гарин), russischer Ingenieur und Erfinder des Hyperboloids
2. Wassili Witaljewitsch Schelga (Шельга), sowjetischer Kriminalbeamter
3. Taraschkin, Schelgas Freund
4. Rolling (Роллинг), amerikanischer Milliardär und Großindustrieller
5. Zoé Monrose (Зоя Монроз), russische Emigrantin und Rollings Mätresse
6. Semjonow (Семёнов), russischer Emigrant und Rollings Handlanger
7. Stas Tyklinski (Тыклински), polnischer Emigrant und Mann fürs Grobe
8. Victor Lenoir, ein Doppelgänger Garins

## Rezeption
Im April 2014 sagte der Erfinder des Maser-Laser-Prinzips, der Nobelpreisträger Charles Towns, in einem Interview mit der Journalistin Annie Jacobsen, dass ihn die englische Übersetzung des Science-Fiction-Romans The Garin Death Ray von Alexei Tolstoi explizit zur Erfindung des Lasers angeregt habe.
Im 42. Kapitel hatte Tolstoi eine genaue Beschreibung des Hyperboloiden geliefert. Diffuse Licht- oder Wärmestrahlung wird mit einem Brennspiegel gebündelt und mittels eines zweiten hyperbolischen Spiegels (ein sogenannter Drehspiegel aus „Mineral-Chammonit“) in einen parallel laufenden Strahl „beliebiger Stärke“ umgewandelt. In seinen ersten Versuchen war es dem Roman-Ingenieur Garin gelungen, mit dem gebündelten Licht einer Stearinkerze ein daumendickes Holzbrett durchzuschneiden. Dank der selbst entwickelten „Kohlenpyramiden“ als Lichtquelle kann das Hyperboloid auch Eisenpfeiler, Felsgestein und Flugzeuge „in beliebiger Höhe“ durchbohren und zerschneiden. Laut Ingenieur Garin ist „die Sache so einfach, wie zweimal zwei. Es ist reiner Zufall, dass noch niemand auf diese Idee gekommen ist.“

## Ausgaben (chronologisch)
Der Roman wurde vorab als Fortsetzungsgeschichte in der sowjetischen Literaturzeitschrift Krasnaja now veröffentlicht. Der erste Teil erschien unter dem Titel Угольные пирамидки („Die Kohle-Pyramiden“) in den Ausgaben 7–9 des Jahres 1925, der zweite Teil unter dem Titel Сквозь Оливиновый пояс („Durch den Olivingürtel“) in den Ausgaben 4–9 des Jahres 1926. Ein alternatives Ende wurde in Krasnaja now 2/1927 publiziert. Ein angekündigter dritter Teil wurde zwar geplant, aber nie veröffentlicht. Der Roman erschien als Buch zuerst im Jahr 1927, wurde 1934 überarbeitet und gekürzt und 1936 in ein Jugendbuch umgeschrieben. Weitere Überarbeitungen gab es 1937 und 1939.
- Гиперболоид инженера Гарина. Moskau 1927. Überarbeitet: Leningrad 1934, 1936, 1937, 1939.
  - Das Geheimnis der infraroten Strahlen. Aus dem Russischen von Arnold Wasserbauer. Neuer Deutscher Verlag, Berlin 1927.
  - The Garin Death Ray. Übersetzt ins Englische von George Hanna. Moskau 1955.
  - Geheimnisvolle Strahlen. Übertragen von Anneliese Bauch. Kultur und Fortschritt, Berlin 1957.
  - Geheimnisvolle Strahlen. Roman-Zeitung, Nummer 9/1957 (Heft 99), gekürzter Abdruck, Berlin.[7]
  - Geheimnisvolle Strahlen. Utopischer Roman. Übertragen von Anneliese Bauch. Verlag Das neue Leben Berlin, 1968.
  - Aëlita / Geheimnisvolle Strahlen. Aus dem Russischen von Hertha von Schulz and Anneliese Bauch. Aufbau Verlag, Berlin 1982.
  - Engineer Garin and His Death Ray. Raduga Publishers, Moskau 1987.

## Verfilmungen
Der utopische Roman wurde 1965 von Alexander Ginzburg (1907–1972) vorlagentreu als Spionage-Abenteuer unter dem Titel Гиперболоид инженера Гарина („Ingenieur Garins Hyperboloid“) verfilmt. Der Film ist als russische DVD mit englischen Untertiteln erschienen. Im Jahr 1973 entstand ein Vierteiler für das sowjetische Fernsehen: Крах инженера Гарина („Ingenieur Garins Scheitern“).